# Сказка о царе Салтане (мультфильм, 1943)
«Сказка о царе Салтане» — советский рисованный мультипликационный фильм, созданный во время Великой Отечественной войны по одноимённой сказке-поэме (1831) А. С. Пушкина. При создании фильма использовалась техника «эклер» (она же ротоскопирование) — съёмка игры актёров, с последующей обрисовкой и раскрашиванием.
Чёрно-белая версия, цветная версия.

## Создатели
- Сценарий и режиссёры: Валентина Брумберг, Зинаида Брумберг
- Ассистент: Татьяна Басманова
- Композитор: Виктор Оранский
- Художник-постановщик: Константин Кузнецов
- Технические ассистенты: Татьяна Фёдорова, Н. Палаткина
- Художники-мультипликаторы:
  - Ламис Бредис
  - Борис Дёжкин
  - Фаина Епифанова
  - Роман Давыдов
  - Леонид Диковский
  - М. Иртеньев
  - И. Коваленко
  - Валентин Лалаянц
  - Лев Попов
  - Л. Сергеев
  - Татьяна Фёдорова
  - Николай Фёдоров
  - Фёдор Хитрук (в титрах не указан)[2]
- Художники-декораторы:
  - Яков Рейтман
  - Константин Малышев
  - Вера Роджеро
  - Валентина Сутеева
  - Вера Валерианова (в титрах как «В. Валерьянова»)
- Роли озвучивали:
  - Михаил Жаров — царь Салтан
  - Фаина Шевченко — повариха
  - Клавдия Коренева — ткачиха
  - Фаина Раневская — сватья баба Бабариха
  - Мария Бабанова — царевна Лебедь
  - Дмитрий Орлов — один из корабельщиков
  - Леонид Пирогов — Черномор
- Оператор: Николай Соколов (ч/б вариант), Ефим Гимпельсон (цветной вариант).
- Звукооператор: С. Ренский
- Цветооператор: Е. Гимпельсон

## История создания
В годы войны производство фильмов идёт очень медленно — сказывается отсутствие материалов и условий работы, кадровый голод, постоянный режим экономии средств и ресурсов. Наиболее значительные фильмы, законченные в военное время — «Ёлка» М. М. Цехановского и П. Н. Носова (1942), «Краденое солнце» И. П. Иванова-Вано (1944), «Сказка о царе Салтане» (1943) и «Синдбад-мореход» (1944) В. С. и З. С. Брумберг, «Телефон» М. М. Цехановского (1944).— Георгий Бородин

## Технические данные
- Цветной по методу хромированной желатины Павла Мершина, звуковой. Долгое время для просмотра доступен был лишь чёрно-белый негатив.
- 14 марта 2020 года в 13.00, в Большом зале Западного крыла Новой Третьяковки в рамках кинопрограммы «Русская сказка на киноэкране: Анимация» Николай Майоров представил опыт восстановления цвета в довоенных и военных анимационных лентах по мотивам русских фольклорных сказочных сюжетов. Впервые для широкой публики был показан рабочий вариант восстановления цвета фильма «Сказка о царе Салтане», частично снятого во время эвакуации студии «Союзмультфильм» в Самарканд в годы Великой Отечественной войны.
- Премьера восстановленного цветного варианта прошла 22 сентября 2024 года в г. Тверь в рамках фестиваля «КиноВече» Светланы Дружининой.
- Демонстрация полностью восстановленного Николаем Майоровым за свой счет и при частичной финансовой поддержке Союза кинематографистов России фильма завершила церемонию награждения ежегодной Премии Гильдии киноведов и кинокритиков Союза кинематографистов России в Белом зале Дома кино в Москве 25 декабря 2024 года.